# Часовня (Афанасьєвський район)
Часо́вня (рос. Часовня) — присілок у складі Афанасьєвського району Кіровської області, Росія. Входить до складу Борського сільського поселення.
Населення становить 12 осіб (2010, 27 у 2002).
Національний склад станом на 2002 рік — росіяни 100 %.